# Kaleńsko
Kaleńsko, německy Kalenzig je vesnice ve gmině Boleszkowice v okrese Myślibórz v Západopomořanském vojvodství v západním Polsku. Nachází se také na pravém břehu Odry u německo-polské státní hranice a v mezoregionu Kotlina Freienwaldzka.

## Popis
Vesnice, která je sídlem sołectwa, leží přibližně 2,5 km severozápadně od města Kostrzyn nad Odrą. Je to nejjižnější vesnice Západopomořanského vojvodství.
- Park Krajobrazowy Ujście Warty (Krajinný park Ústí Warty).
- Na záplavové terase údolí Odry, které je součástí Kotliny Freienwaldzke, jsou četná mrtvá ramena mokřady a kanály.
- Těžba ložiska štěrkopísku (pole I a pole 2) provádí společnost Minerały Sp. z.o.o.
- Tábořiště a autokemp (Wierzbowa Osada aj.).[5]
- Vesnicí vede dálková cyklistická trasa Szlak Zielona Odra a polsko-německé kulturně přírodovědné trasy stezka Zakonów rycerskich na Ziemi Lubuskiej.[6]

## Název
V letech 1262 je uvedena pod názvem Culinkze 1262 a v roce 1460 jako Kalentzik.

## Historie
Stručná historie vesnice:
- První písemná zmínka o místě pochází ze dne 31. prosince 1262.
- Dne 2. května1312 došlo ke zrušení templářského řádu bulou Ad providam papeže Klementa V. Pak patří do Nové Marky a braniborským markrabatům či klášteru johanitů.
- V roce 1532 byl v Nové Marce zaveden protestantismus jako povinné náboženství.
- Třicetiletá válka (1618-1648) způsobila rozsáhlé škody na majetku. V roce 1627 zde prochází vojska Habsburské monarchie pod vedením českého vojevůdce knížete Albrechta Václava Eusebia z Valdštejna.
- Během druhé světové války je dne 5. února 1945 vesnice obsazena Rudou armádou (vojska 5. armády 1. běloruského frontu). V důsledku bojů je zničen  kostel.
- Po roce 1945, po ustavení německo-polské státní hranice a vystěhování němců, jsou zničeny všechny přívozy, které dříve umožňovaly přístup na louky a pole na levém břehu Odry a působí zde pohraničníci.
- V letech 1975–1998 vesnice administrativně patřila do již zaniklého Gorzovského vojvodství.
- Povodeň tisíciletí v roce 1997 způsobila nečekané zatopení polností a vesnic Chlewice, Kaleńsko a Porzecze až do výšky 15,5 m n. m. a to na ploše cca 3200 ha.

## Populace
| Rok  | Populace |
| 1809 | 271      |
| 1933 | 324      |
| 1939 | 291      |
| 1985 | 59       |
| 1990 | 59       |
| 2005 | 46       |

## Další informace
- Obcí prochází polsko-německá kulturní a přírodní stezka "Rytířských řádů v zemi Lubušské": Kostrzyn n/o – Drzewice – Szumiłowo – Kaleńsko – Namyślin – Gudzisz – Chwarszczany - Dargomysl – Dębno – Witnica – Słońsk
- Hřbitov u zbořeného kostela v centru obce – uzavřen, plocha je využívána jako hřiště.
- Zařízení v městském rejstříku památek: čp. 8 - budova obytný, kravín a stodola; čp. 9 – stodola; č. 10 – budova obytný, kravín a stodola; čp. 18 – budova obytný; čp. 23 – obytný dům a stodola.